# Cándido Pérez Salgado
Cándido Pérez Salgado (Piornal, ? - Cabezuela, 24 de agosto de 1936) fue un jornalero y político republicano de Extremadura, España.
Fue elegido concejal y alcalde de su localidad natal durante la Segunda República, cargo que ocupaba al producirse el golpe de Estado de julio de 1936 que dio lugar a la Guerra Civil. Durante la ocupación de la zona por las fuerzas sublevadas comandadas por el batallón de Ametralladoras de Plasencia, fue localizado y detenido, ingresando en la cárcel local. El 24 de agosto de 1936 fue sacado de madrugada y ejecutado en las proximidades de Cabezuela por un grupo de falangistas, siendo dado oficialmente por «desaparecido». El mismo destino sufrieron su suegro, Eleuterio Vega, concejal de Piornal, asesinado en Plasencia y su hermano, Severo, asesinado diez años después, en 1946, también en las proximidades de Cabezuela.